# Лоренцо Вала
Лоренцо Вала (итал. Lorenzo Valla, око 1407 — 1. август 1457) био је италијански хуманиста, филозоф, књижевни критичар, говорник и папин секретар. Познат је по открићу да је Константинова даровница фалсификат.

## Биографија
Лоренцо Вала пориче из угледне породице у Пјаченци. Отац му је био адвокат. Године 1431. приступио је цркви у покушају да постане апостолски секретар. Како му то није успело, запутио се у Павију где је добио место професора захваљујући својој речитости. Вала се прославио издавањем два дела: De Voluptate и De Elegantiis Latinae Linguae.
Валино најпознатије дело јесте De falso credita et ementita Constantini Donatione declamatio. Писао га је између 1439. и 1440. године. У њему је изложио доказ да је Константинова даровница фалсификат.
Да даровница није оригинална Вала је утврдио на основу стила латинског писма којим је писана, а који није припадао добу Константина Великог. Један од доказа била је и реч „сатрап” коју Константин (Римљанин) вероватно не би користио. У свом делу Вала истиче и низ логичких немогућности да је даровница оригинална. Валино дело је завршено 1440. године, али је цензурисано од стране цркве. Објављено је тек 1517. године с почетком реформације. Постало је једно од најпопуларнијих књига међу протестантима. На енглески језик превео га је Томас Кромвел 1537. године.
Лоренцо Вала је након објављивања свога најпознатијег дела наставио да се бави филолошким радом. Доказао је и да је писмо Христа Авгару фалсификат. Његов рад изазвао је незадовољство међу црквеним великодостојницима те му је мало фалило да заврши пред црквеним судом. Од тога га је спасла интервенција Алфонса. Ипак, претња црквеног суда није га ућуткала. Исмевао је Вулгату (латински превод Библије) и оптужио Светог Августина за јерес. Критиковао је западно учење о двоструком исхођењу Светог духа, као и уметање израза филиокве у симбол вере, указавши тим поводом на неутемељеност поменутог учења у светом предању. Године 1444. посетио је Рим одакле је морао да бежи у Барселону. Након смрти папе Евгенија IV, нови папа Никола V примио га је за свог секретара. Такође, Вала је уживао и наклоност следећег папе Калиста III. Умро је 1. августа 1457. године у Риму.